# هارن، برابانت شمالی
هارن، برابانت شمالی (به هلندی: Haaren) یک شهرستان در هلند است که در برابانت شمالی واقع شده‌است. هارن ۸ متر بالاتر از سطح دریا واقع شده‌است.